# Иосиф (Пейовский)
Митрополит Иосиф (макед. Митрополитот Јосиф, в миру Горан Пейовский, макед. Горан Пејовски; род. 1977, Прилеп, Югославия) — епископ Македонской православной церкви, митрополит Кумановский и Осоговский (2013—2020).

## Биография
В 1995 году завершил среднее образование и поступил на богословский факультет Скопского университета, который окончил в 2000 году, защитив дипломную работу «Иконите през историята на Църквата». В 2001 году поступил на философский факультет Скопского университета, который окончил в 2005 году, защитив диплом на тему «Разбирането на личноста в антропологията на Свети Григорий Палама».
В 2005 году был пострижен в монашество и рукоположен в сан иеродиакона, а 2006 году — в сан иеромонаха.
3-4 мая 2008 года участвовал в симпозиуме «Охридската евангелска дејност на Николај Велимировиќ (1920—1934)», где прочитал доклад.
В 2009 году защитил докторскую диссертацию на тему «Догматично-богословското учение за исихазма в делата на Свети Йоан Лествичник, Свети Симеон Нови Богослов и Свети Григорий Палама».
В 2009 году избран игуменом Калищского Рождество-Богородцкого монастыря, а в 2011 году возведён в сан архимандрита.
28 июня 2012 года решением Священного Синода был избран для рукоположения в сан епископа Лешочского, викария Полошско-Кумановской епархии.
21 октября 2012 года в кафедральном храме Полошско-Кумановской епархии был хиротонисан в сан епископа Лешочского и назначен викарием митрополита Полошско-Кумановского Кирилла.
После кончины митрополита Полошско-Кумановского Кирилла, уплавляемая им епархия 17 сентября 2013 года была поделена на две части. Для управления одной из которых — Кумановской и Осоговской был избран епископ Иосиф.
10 ноября 2013 года в соборном храме святителя Николая в Куманово состоялся чин его интронизации.
21 мая 2020 года ушёл на покой.